# Janitsaren

De kamerheer van sultan Murat IV met janitsaren

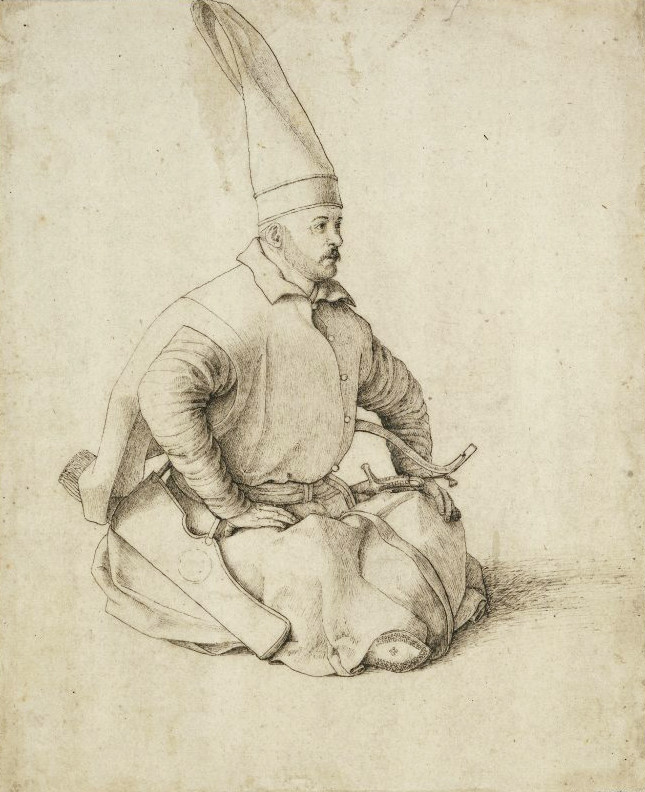
Janitsaar door Gentile Bellini rond 1480

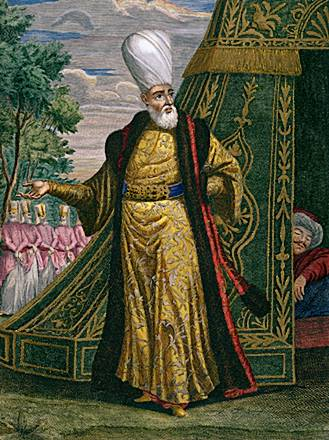
Aga der janitsaren op een 18e-eeuwse prent

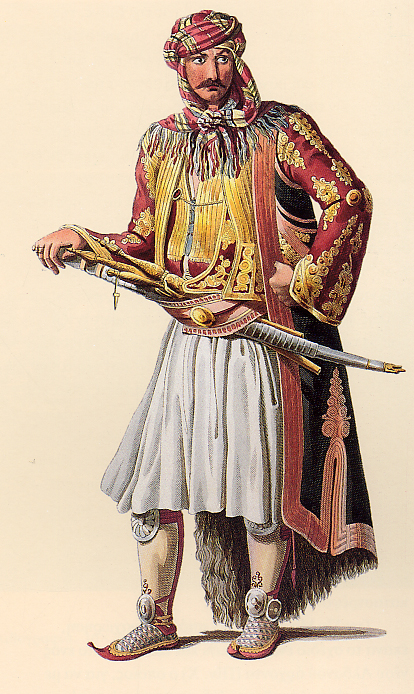
Janitsaar uit Ioannina, begin 19e eeuw

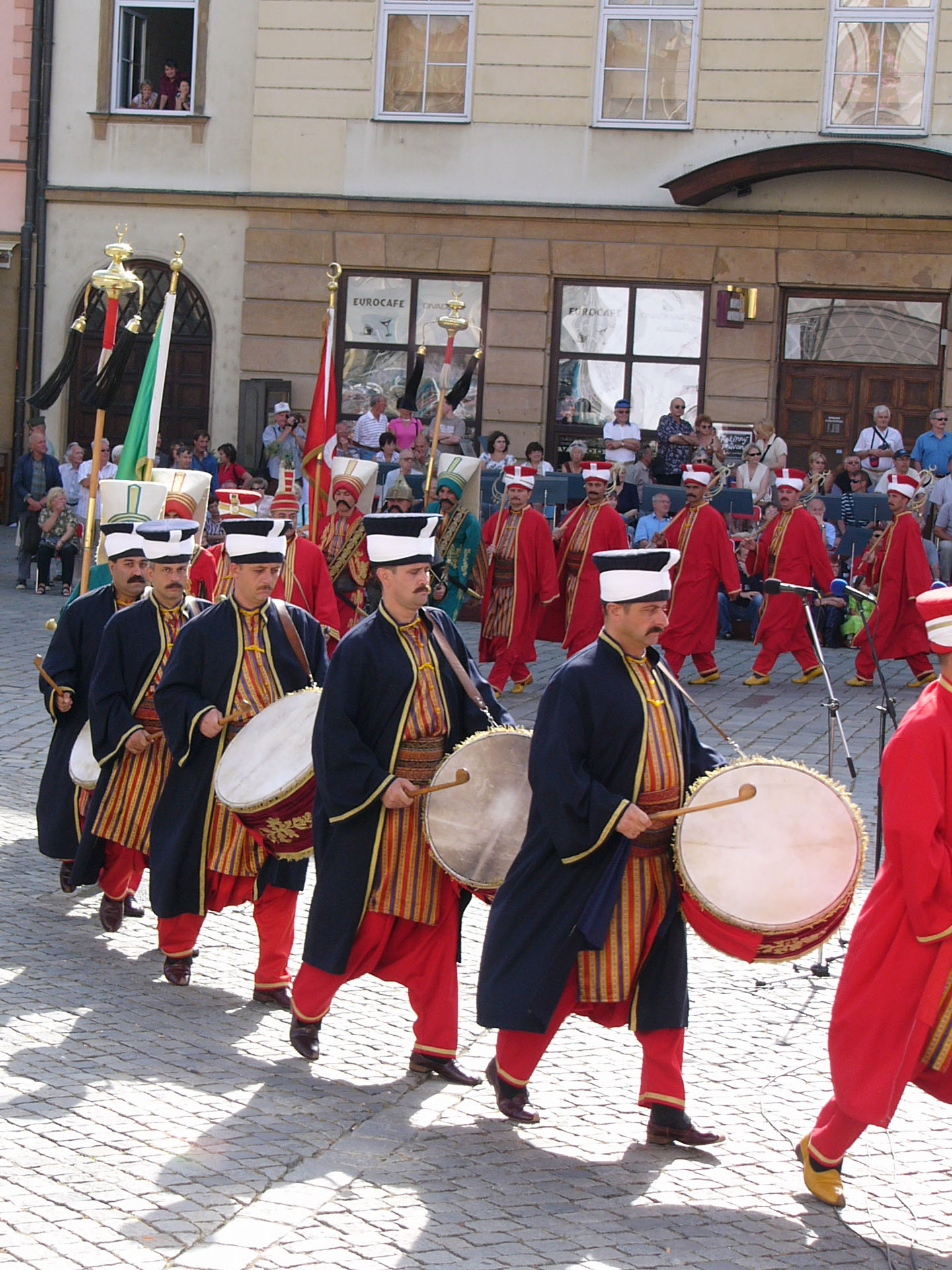

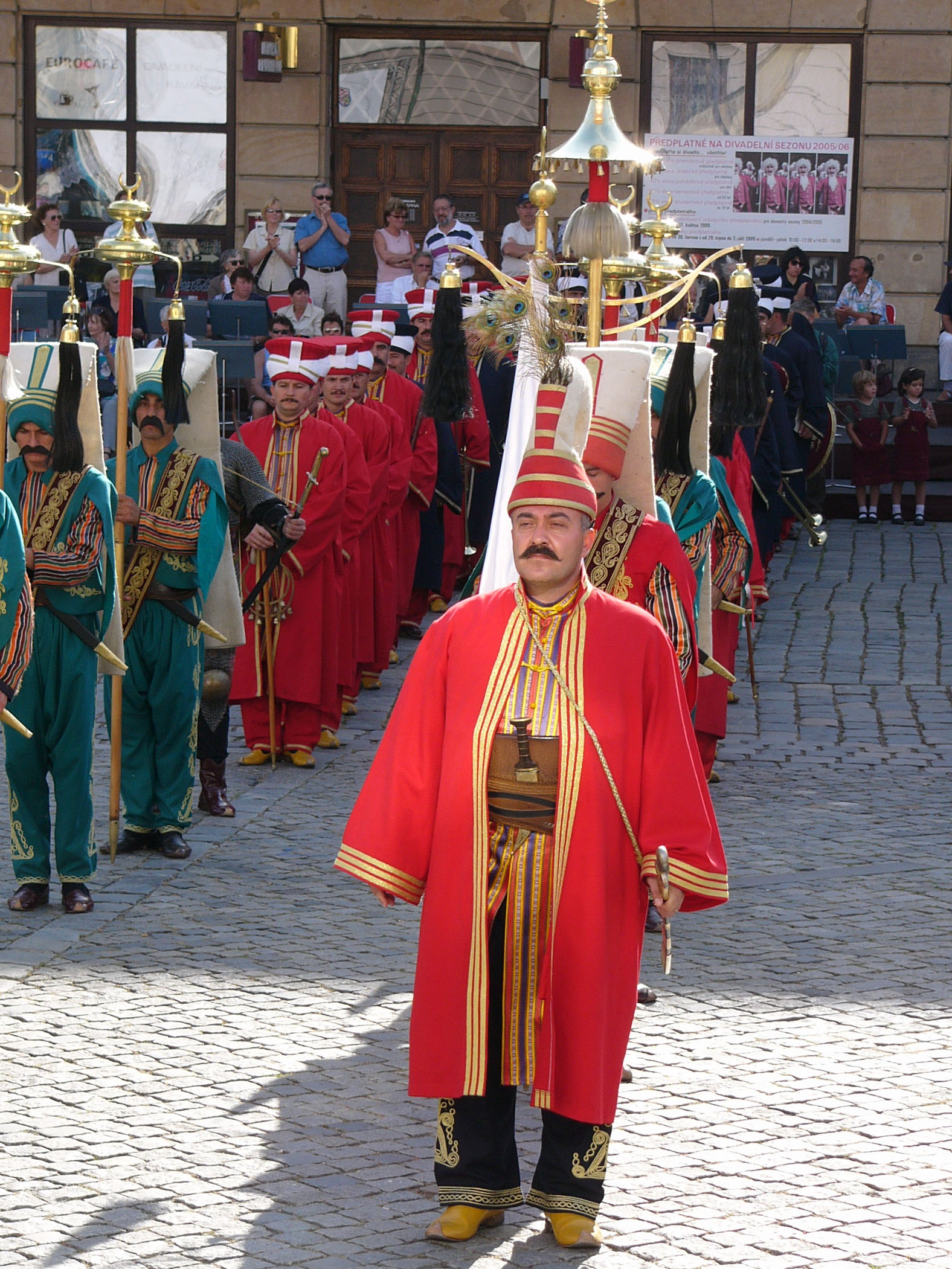
Re-enactment van een janitsarenkapel met schellenboom

Het korps der janitsaren (het woord is afkomstig van het Turkse "yeni çeri", dat nieuwe troepen betekent) was een goedgetraind elite- of keurkorps in het Ottomaanse Rijk. Het infanteriekorps werd ingesteld in de 14e eeuw door sultan Orhan I (rond 1330) of door Murat I (rond 1365). De rekruten waren bijna altijd afkomstig van de Balkan, veelal gedwongen afgestane zoons. Na enkele eeuwen vormden de janitsaren niet alleen een militaire, maar ook een politieke en economische macht. Het korps leverde 79 grootvizieren en 36 admiralen. In 1826 is het korps opgeheven.

## Rekrutering
Vanaf 1363 tot 1638 werden jonge jongens als een vorm van belasting (devşirme of bloedbelasting) weggehaald uit de Balkanlanden. Jonge jongens of borelingen (γενίτσαρη) werden gerekruteerd. Soms gaven de mensen op de Balkan vrijwillig hun zonen aan het janitsarenkorps, omdat ze zo een goede opleiding konden krijgen, verzekerd waren van een wedde en pensioen en mogelijk hoge functies konden bekleden. Afgezonderd van hun familie en cultuur werden ze tot de islam bekeerd en besneden. Ze kregen een lange, harde en strenge training en werden ook ingezet op de Balkan.
De manschappen werden aanvankelijk uitsluitend gerekruteerd uit volwassen christelijke krijgsgevangenen of slaven. In 1438 werd bepaald dat iedere vier jaar een op de vijf jongens tussen de zes en negen jaar uit een christelijk gezin weggehaald moesten worden. In 1638 werd deze vorm van ontvoering afgeschaft door Murat IV. Daarna werden Turkse kinderen door hun ouders vrijwillig voor het korps aangeboden.

## Regels en orde
Janitsaren moesten gehoorzamen aan strikte regels: ze woonden in speciale kazernes, hadden geen omgang met de bevolking en mochten niet trouwen. Ze droegen geen baard maar een snor en op hun rechterarm en -been was hun regiment en nummer getatoeëerd. Aanvankelijk waren de janitsaren boogschutters, maar zodra handvuurwapens in gebruik kwamen, rond 1440, werden ze daarmee bewapend. Verder gebruikten ze een steekwapen genaamd yatagan en droegen ze ijzeren handschoenen. De janitsaren droegen een eenvoudig uniform maar met een opvallend hoofddeksel, de keçe, een hoge vilten pet gevuld met zaagsel, waar ze trofeeën en eretekens aan konden hangen.
De janitsaren waren onderverdeeld in bataljons, orta genaamd, bestaande uit ongeveer 300 man. De orta's waren onderverdeeld in eenheden van vijftig tot zeventig personen, die bij elkaar woonden en samen aten. De kracht van de janitsaren (en hun zwakte) lag in de broederschap van hun kleine eenheden.
De opperbevelhebber was de ağa, die onafhankelijk van de sultan opereerde. Hij stond in rang gelijk met de pasha. Een bijzonderheid is dat de officieren titels droegen die ontleend waren aan de jacht en de keuken. Zo was er sprake van de Opperste hondenoppasser, Opperste soepverdeler en de Keukenmeester. De laatste droeg een tijgervel en een kleine trom. Als de janitsaren weigerden te eten en hun soepketel omver wierpen was dat een teken van ontevredenheid en aanleiding tot opstand. Iedere niet-Turkse reiziger werd, na een periode van drie maanden in quarantaine, begeleid door janitsaren. In het Osmaanse rijk werden ze daarom 'varkenshoeders' genoemd.
Veel janitsaren werden beïnvloed door het alevitisme (wat ook duidelijk te horen was aan hun gebeden) en waren gelieerd aan de spirituele Bektashi-orde, in tegenstelling tot bureaucraten, die meestal de Mevlevi-orde aanhingen. Hadji Bektasj Veli zou als een soort priester hebben gediend voor de janitsaren.

## Geschiedenis
In de 15e en 16e eeuw werden de janitsaren een sterke politieke macht, waarvan ze gebruik maakten door privileges bij de sultan te verwerven. Ze mochten voortaan trouwen, kregen hoge salarissen en een pensioen als ze niet meer in het leger werkzaam waren. In de 17e eeuw werden ook hun zonen en neven als janitsaar geaccepteerd. De laatste stap was het willekeurig accepteren en inschrijven van nieuwe leden, meestal moslims uit Turkije. De veranderingen van het systeem leidden tot een dramatische achteruitgang van de kwaliteit van het korps. Van een elite-eenheid werden zij tot opportunisten, die in weelde aan het hof of in de provincies leefden en daar de christelijke boeren uitpersten. Bij een nieuwe troonsbestijging kregen de janitsaren een grote som geld uitgekeerd, wat leidde tot diverse paleisrevoluties.
De onbekwaamheid en onbetrouwbaarheid van de janitsaren leidde tot diverse opstanden, zoals de Eerste Servische Opstand, die sultan Selim III zijn troon en zijn leven kostte. Sultan Mahmut II maakte voor 1826 eens en altijd een einde aan de permanente dreiging van de janitsaren omdat hij het leger wilde moderniseren. Toen zij zich opstandig in het Hippodroom (Atmeidanplein) verzamelden liet de sultan hen omsingelen en geheel uitmoorden.

## Muziek
De "muziekkapel" van janitsaren, de mehterhane, werd in het westen gekopieerd door August de Sterke en geïmiteerd in de klassieke muziek. De kenmerkende Turkse trom en schellenboom zijn in diverse composities gebruikt als attributen en maken onderdeel uit van harmoniekorpsen. De ritmes en melodie van de Mehter Marşı of Turkse marsen werden veelvuldig toegepast en geïmiteerd, zoals in het rondo Alla Turca uit de Pianosonate nr. 11 van Wolfgang Amadeus Mozart. Overbekend is ook zijn koor der janitsaren uit Die Entführung aus dem Serail (1782) (KV 384).